# Barbatia tenera
Barbatia tenera är en musselart som först beskrevs av C. B. Adams 1845.  Barbatia tenera ingår i släktet Barbatia och familjen Arcidae. Inga underarter finns listade i Catalogue of Life.